# Pałac w Czarnym Ostrowie
Pałac w Czarnym Ostrowie – zabytkowy pałac przebudowany ze starego zamku Wiśniowieckich przez Michała Przezdzieckiego.

## Architektura, wyposażenie
Dwukondygnacjowy pałac posiadał taras na I piętrze. W latach 1842–1852 w pałacu znajdowała się Biblioteka Ordynacji Przezdzieckich założona przez Aleksandra Przezdzieckiego. Pod koniec XIX w. znajdowało się tu kilka arcydzieł malarstwa.

## Dom mieszkalny
Pod koniec XIX w. na wzgórzu blisko zamku stał dom mieszkalny zwany Willagora, wybudowany przez zmarłego w tym samym czasie Mieczysława Przezdzieckiego. Po jego śmierci dom należał do jego bratanka Konstantego, syna Aleksandra Przezdzieckiego.

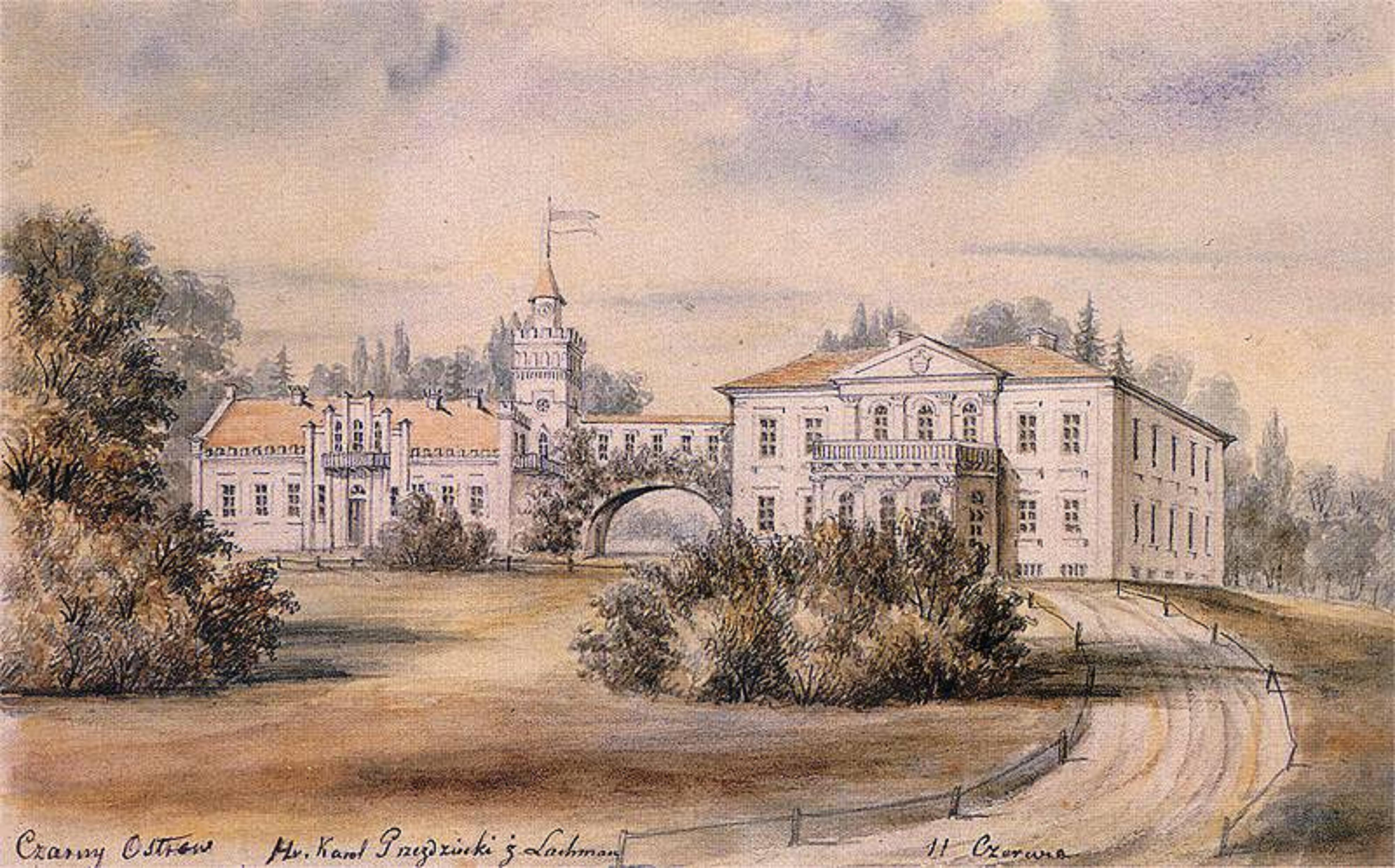
Pałac na akwareli Ordy

## Urodzeni
- Aleksander Narcyz Przezdziecki[5]